# Spilogona argenticeps
Spilogona argenticeps este o specie de muște din genul Spilogona, familia Muscidae, descrisă de Malloch în anul 1924. Conform Catalogue of Life specia Spilogona argenticeps nu are subspecii cunoscute.